# 主水之介三番勝負
『主水之介三番勝負』（もんどのすけさんばんしょうぶ）は、1965年の日本映画。主演・大川橋蔵、監督・山内鉄也。製作・東映京都撮影所、配給・東映。
「旗本退屈男」にヒントを得た時代劇。

## キャスト
- 夢殿主水之介：大川橋蔵
- 大塚玄蕃：天知茂
- 美緒：桜町弘子
- 片倉一閑斎：内田朝雄
- 宮本左源太：里見浩太朗
- 木島弥十郎：近衛十四郎
- お千代：入江若葉
- 綾乃：新城みち子
- 雁念：芦屋雁之助
- 柳生備前守：原田甲子郎
- 田辺玄達：嵐寛寿郎
- 鶴丸一角：原健策
- 川上：尾形伸之介
- 塚田：蓑和田良太
- 西沢：河村満和
- 原口：茂呂弘人
- 村島：福本清三
- 松崎：岩尾正隆
- 富永：木谷邦臣
- 伊藤：有川正治
- 寺田：名護屋一
- 楓：高橋漣
- 忠助：神戸瓢介

## スタッフ
- 監督：山内鉄也
- 脚本：高岩肇・山内鉄也
- 企画：小倉浩一郎・折茂武雅
- 撮影：赤塚滋
- 美術：大門恒夫
- 音楽：津島利章
- 録音：加藤正行
- 照明：井上義一
- 編集：河合勝巳

## 製作

### 企画
企画は当時の東映京都撮影所（以下、東映京都）の実権を握る同撮影所所長・岡田茂。東映京都撮影所長代理・渡邊達人は、1964年後半から東映京都の映画は、全部岡田の企画に切り換えられたと述べている。当時の東映京都の企画会議は岡田の独演会で、他の出席者は「結構でございます」で会議が終了したといわれる。
岡田は1964年1月の東映京都撮影所長復帰早々、映画での時代劇製作打ち切りを宣言して、東映京都は任侠映画を中心とした製作、時代劇はテレビへ移行させていった。しかし東映京都は1963年に全て時代劇を54本も製作しており、任侠映画への転換や、時代劇をテレビに売ったりを一朝一夕には出来ないため、まだまだ時代劇のヒット作を作らなければならなかった。岡田は東映京都の立て直しとして血みどろの合理化と並行して任侠路線への転換を進めるが、岡田発案による任侠路線の二大目玉企画が、鶴田浩二主演の「博徒シリーズ」と中村錦之介主演の「日本侠客伝シリーズ」で、岡田は鶴田浩二と中村錦之介を柱に東映京都の改革を構想していたが、錦之介が『日本侠客伝』の主演を拒否し、代わりに主演に抜擢された高倉健の人気が爆発した。錦之介と高倉は仲が良かったから、錦之介は二作目以降はあっさり身を退いた。「博徒シリーズ」と「日本侠客伝シリーズ」が始まったのは1964年夏だが、以降シリーズを追うごとに人気が拡大し、任侠映画転換の大きな原動力になった。1965年春に中村錦之介・大川橋蔵、鶴田浩二・高倉健を東映の四本柱として打ち出したが、この年、錦之介は高額なギャラを取った『冷飯とおさんとちゃん』が大惨敗。組合問題もこじれて、橋蔵は特に1964年から女性問題で橋蔵の煮え切らない態度が必要以上に週刊誌に書き立てられ、橋蔵の支持層である女性からの反感を育て人気が低下、美空ひばり後援会と並ぶ規模といわれた後援会の会員も半減した。1965年前半頃までは錦之介＝鶴田時代などと呼ばれたが、1965年に東映東京撮影所（以下、東映東京）で高倉の「網走番外地シリーズ」「昭和残侠伝シリーズ」が加わると、放送禁止歌「網走番外地」も100万枚に迫る大ヒットで、急速に高倉が抬頭、一気に鶴田・高倉時代が到来した。その印象を強く与えたのが1965年東映の夏興行だった鶴田主演の『関東やくざ者』と高倉主演の『続 網走番外地』の二本立ての大ヒットで、『関東やくざ者』『続 網走番外地』の前に封切られた本作『主水之介三番勝負』『蝶々雄二の夫婦善哉』の二本立てが惨憺たる成績に終わったため、「鶴田、高倉の人気は、錦之助、橋蔵を遥かに凌ぐことを実証し、東映城の地図を大きく塗り替えようとしている」などと評された。今田智憲東映東京所長は1965年秋のインタビューで「今のウチというのは、かつてウチが千恵さん、右太さんをもって築いた黄金時代に近いんじゃないですか。あのときの千恵さん、右太さんというのが今でいえば、鶴田、高倉に代わり、あのときの錦之助、橋蔵というのが今でいえば梅宮とか松方とか高城とか、或いは緑魔子になっている」などと述べている。片岡千恵蔵・市川右太衛門が体力的に後退し、東千代之介をはじめ松方弘樹、里見浩太朗といった橋蔵に繋がるスターがいずれも、演技面や私生活で伸び悩み、脱落を余儀なくされているときだけに、興行不振の続く時代劇の看板スター・大川橋蔵の再生は岡田にとっても重大な任務であった。
岡田が京都撮影所長就任前からやっていた「集団抗争時代劇」は継続させ、橋蔵の人気回復を試み、新たに岡田企画で『地下室のメロディー』の翻訳時代劇『御金蔵破り』や、流行の残酷描写を取り入れた『幕末残酷物語』などを作らせたが、これらは作品の評価は高くても興行は振るわず。岡田は1965年の正月に「ボクが時代劇の製作を担当して一年になる。この間、いろんなジャンルに手を出してみたが、自信を持って成功したといえるのは"くノ一"以外ない。しかし企画者として一つの新しいジャンルを見つけたことは大いに満足している」と話したが、それ以外はネタもなく、岡田が思いついたのが、かつての東映時代劇の人気シリーズを役者を交代させてのリメイクであった。片岡千恵蔵の代表作シリーズ『いれずみ判官』を鶴田浩二に、市川右太衛門の代表作シリーズ「旗本退屈男」を大川橋蔵で演じさせ、これをシリーズ化すれば宣伝も浸透しているし、製作コストが安く済むと計算した。当初はシリーズ化を予定していた。岡田は後年、『多羅尾伴内』も小林旭でリメイクしている。

### 橋蔵の映画
往年の橋蔵主演映画はコンスタントに興収2億5000万円から3億円（以下、金額は興収）を叩き出していたが、1964年一月の『人斬り笠』『風の武士』辺りから興行成績が低下した。以降、興行的失敗が続き、『紫右京之介 逆一文字斬り』も悪く、橋蔵の極めづき『新吾番外勝負』も1億5000万円に達せず。『御金蔵破り』は朝丘雪路との共演という話題性もあって1億5000万円をキープしたが『大喧嘩』『幕末残酷物語』も悪く、『黒の盗賊』はまあまあだったが、1965年2月の『バラケツ勝負』が1億そこそこと落ち込んだ。橋蔵は東映と契約以降で初めて1965年の正月映画から外されたが、岡田は1964年末に「いろいろいわれるが、時代劇そのものが転換期に来ているので、橋蔵君が低迷しているのではない。彼は何といっても軟調の第一人者で、長谷川一夫さんの後を直接に継ぐ者だ。といっても、彼はもう中年なのだから、美しいだけではなく、リアルな芝居が要求されている時代でもあるし、筋金の通った演技を確立することが必要になろう。だが、彼の場合は、それが最終の目的ではなく、その上にパッと華やかな花を咲かせて欲しい。そういう意味で、東映としても、秋には『源氏物語』を実現させたい。橋蔵源氏を取り巻く女性としては、佐久間良子や三田佳子はもちろん、フリーの岡田茉莉子、有馬稲子、山本富士子といった絢爛たるキャストを組むつもりでいる。だがそれも結局は結婚問題に繋がってくる。今までは人気で持ちこたえていたが、これからはスターというより俳優に成りきらなければいけない。そのためには人間的な成長が演技の基盤になるのだし、一般的にいって私生活を安定させなければなるまい。その意味で、今起こっている問題には、はっきり決りを付ける時期が来ていると思う。むしろそうしないと大衆の期待を裏切ることになるだろう。但し、私としては、必ずしも常識的な結末（子供のいる方と結婚）を期待しているわけではない。責任は責任として、一生の伴侶になる人なのだから、ゆきがかりに捉われず、自分が一番いいと思う人を選ぶのがいいと思う」と述べていたが、橋蔵未出演の正月映画『徳川家康』が不振だったことから、岡田は1965年に製作予定だった時代劇の大半を中止させた。この煽りで橋蔵主演・工藤栄一監督で、1965年2月クランクインを予定していた昭和初期の大阪を舞台にしたスリの話『飛びっちょの鉄』や、錦之介の「宮本武蔵シリーズ」五部作に対抗した『佐々木小次郎』は、橋蔵も大乗り気だったが製作が一旦決定と報じられたが中止に。先述の『源氏物語』は製作されることはなかった。橋蔵の後援会は影響力が強く、また橋蔵と親しい映画評論家などが岡田の企画が悪いなどと週刊誌で叩くため、橋蔵の企画は狭まった。岡田は1965年の春先に「橋蔵君の新路線として、男性向きアクションをあえて連発したのだが、やはり女性ファンは美男の橋蔵がお好きなようだ。今後は御要望に応えて、その線を通していく」と、橋蔵のために意欲的な企画を考えるのはもう投げ出したような発言をした。『飛びっちょの鉄』の中止でクランクインが1965年春先に繰り上げられた『大勝負』は、水も滴る美男やくざに設定が変更された。またその後も"美男橋蔵"の看板を上げ直す方針が打ち出され、橋蔵自身はシリアスな作品に取り組む錦之助を意識していたといわれたが、橋蔵の冒険映画が製作されることはなくなった。

### 許可取り
両御大にリメイクの許可を取りに行ったら、全く正反対の結果になった。まず片岡千恵蔵は年齢的のもひけ時とみてか「鶴田クンならいいでしょう」と潔くバトンタッチを了承。千恵蔵が鶴田に長裃や印籠、参考資料など全部渡し「二代目をやってくれ」と頼む儀式が行われ、円満に『いれずみ判官』が製作された。しかし市川右太衛門は「退屈男は舞台、テレビでも大いにやっていきたいし映画もまだ諦めたわけではない」と難色を見せた。右太衛門が執着するのは、次男の北大路欣也に退屈男を譲りたいという希望を持っていたからと見られた。橋蔵は『恋や恋なすな恋』や『天草四郎時貞』など、興行不振が続き、ライバル・中村錦之助にかなり水をあけられている状況。橋蔵の「旗本退屈男」なら役柄にもピタリと思われ、興行的にも新鮮力があり、橋蔵自身も大乗り気だった。しかし1964年末から1965年初めにかけて、何度も右太衛門を説得したが全く取り合わず。「旗本退屈男」は題名登録していないため、使用は問題はなかったが、東映を築いた一人でもあり道義的にマズく、当時東映は年二回、明治座で東映歌舞伎をやっていて、その屋台骨を背負っていた右太衛門と橋蔵に溝ができることも懸念された。結局、右太衛門に許可は取れず、強引に割り切り、旗本退屈男の本名である"早乙女主水之介"というタイトルで映画化を決めた。後に下の名前だけを拝借し、"夢殿主水之介"という「旗本退屈男」とはキャラクターが離れた人物を造形し、本作『主水之介三番勝負』を製作した。「旗本退屈男」のトレードマークである"眉間の傷"は、美男子橋蔵のため、当然ない。タイトルは1965年春頃は『くれない颯爽剣』で、橋蔵主演のかつてのドル箱シリーズ「新吾十番勝負シリーズ」にあやかり、当初はシリーズ化を予定していた。時代劇王国の夢再びと"時代劇ルネッサンス"と吹聴した。

### 監督
監督の山内鉄也は、岡田が京都撮影所長に復帰して『忍者狩り』で最初に監督に昇進させた人で、山内の次の監督昇進が中島貞夫、次が鈴木則文だった。山内は映画監督を辞めさせられたのも岡田で、「『仮面の忍者 赤影』演出でテレビに移れ」に命令され、今でいうパワハラ案件で「無理やりにテレビに行かされた」と話している。

### 撮影
1965年6月。京都知恩院ロケ（1965年6月5日）。階段を一気に駆け降り、群がる敵を鮮やかな二刀流で右へ左へ、快刀一閃でかすり傷一つも負わない立ち回りシーン等。この撮影で橋蔵が膝を負傷。

## 作品の評価

### 興行成績
振るわず。惨憺たる成績。作品の出来は普通と評され、成績不振は橋蔵人気の低下と分析され、「橋蔵の人気回復は困難では」、「汚れ役も二枚目もダメならもう打つテはない」などと評された。基本『蝶々雄二の夫婦善哉』との二本立てだったが、主要館では更に1963年の『暴力街』（高倉健主演・小林恒夫監督）や1965年3月公開の『虹をつかむ恋人たち』（北大路欣也・梓みちよ主演・瀬川昌治監督）等の旧作を加えた三本立て興行が行われた。

### 作品評
稲垣史生は「まことにお古い。どうして時代劇映画に新味が出ないのだろうか、情けない。『主水之介三番勝負』は極めて頭の混乱しない映画だ。実にガッチリと、積立方式にストーリーである。主水之介が勝ち、悪玉滅び善玉が栄えるというお定まりのレールをまっすぐ快速調に突っ走る。まことに安定した快走ぶりで、東海道新幹線などちと見習ってほしいくらい。しかしこの作品、見巧者な観客なら、いわゆる筋が割れているというかも知れないが、筋は割れても迫力はある。最後の試合場面もそうだが、自念流の新師範宮本と浪人木島との崖ふちの決闘や寺の石段から突き落とされた後に続く主水之介の血戦シーンなど、いずれも勝負ははっきり知れていながら、この暑さを忘れさせる迫力が出た」などと評している。
滝沢一は「何とも生ぬるい。橋蔵を美剣士に仕立てて、その人気回復を狙っただけの新吾シリーズの二番煎じ。剣戟ショウ的場面にいくらか山内鉄也らしい感覚がみられるものの、娯楽映画としての首尾も十分整っていない。橋蔵の美剣士スタイルももはや年齢的に無理があり、その点そもそもの企画のポイントを読み違えているようだ。それにしても東映時代劇が、長谷川安人といい、山内鉄也といい、あたら若手の才能を抑圧している傾向や現状は感心できない」などと評した。

## 同時上映
- 『蝶々雄二の夫婦善哉』
  - 監督：マキノ雅弘
  - 主演：ミヤコ蝶々・南都雄二

※上記のように劇場により旧作が加えられた三本立て。

## 影響
岡田は本作を含め、1965年公開の時代劇の成績不振が続いたことで、「テレビではやらないものをやる。いまを見ているお客は、すでに映画のお客じゃない、それをはっきり掴まぬと当たる映画はできぬ。テレビでできないものは何か、それはやくざ映画だ」とかねてから標榜する"不良性感度"を推進する決意を固めた。「時代劇が思うようにいかないのが京都を担当するぼくの悩みだったが、1965年の下期はあまり時代劇にこだわらないという精神で時代劇を作ろうと、ようやくぼくも払拭できた。時代劇で守ろうというような考えを一掃して、時代劇そのものが流行性感度がやはり遅れているのだと感じ始めたわけです。新しい流行性の時代劇が見出せるまでいろいろな手を講じて、時代劇の本数をうんと削除してもいいという態勢で来年に臨みたいと思う」などと述べ、1966年は更に時代劇製作を減らす方針を固めた。1995年のインタビューでは「東映京都合理化の荒治療が一応の目途がついたのは1965年暮れだった」と話していた。東映以外の四社がこの後、映画の興行不振に苦しむため、評論家筋には岡田のこの早い決断を称賛する者も多く、「東映は現状に対する認識の正確さという点では、かなりしっかりしたものを持っている。最高首脳会議をやって、基本的な政策を決めたら、命令一下で撮影所の裏方まで命令が浸潤していく。もっと秘密の話は、東西の撮影所の製作費の内訳といった資料は、岡田京都撮影所長と今田智憲東京撮影所長というのはポン友だから資料の交換をやっている。今まで東西というのは両方をかみ合わせながら競争させる、それで経営者が利潤を得るという建前が多かったんです。だからお互いに交流し合うということは少なかったんだけど、彼らは改革すべきものを東西で一緒になってやっている」などと評した。
1965年11月に東映首脳による企画審議会が行われ、1966年の東映主要スター起用方針で橋蔵は、興行不振の続く本間千代子や北大路欣也、会社と揉めていた三田佳子らと同じ、当分の間起用を静観というDグループに入れられた。このような俳優査定表が表に出るのは驚きで、俳優への叱咤を目的とするものなのか分かりかねるが、普通に映画誌に掲載された。これが「橋蔵転落」と多くのマスメディアに書き立てられた。1966年の正月三週目の公開を予定していた岡田企画『旗本はだか侍』（『旗本やくざ』）は1966年3月に公開が延期された。
岡田茂に権力が集中したのは、1968年8月の映画本部長就任以降であるが、岡田の京都撮影所長復帰の際に、東西撮影所所長の権限増が明確にされたため、東西両撮影所長に映画製作や俳優行政の強い権限が与えられていた。岡田茂は冷酷な面があり、本作の橋蔵の相手役として橋蔵と東映歌舞伎で共演する橋蔵の数少ない友人・岡田茉莉子が、夫である吉田喜重の再契約を松竹が渋ると、「吉田の属さない松竹との再契約には応じられない」と撥ねつけ、1965年5月に年間本数二本の契約で実質フリーになったことから、本作のプロデューサーが岡田茉莉子を相手役に起用しようとしたら、岡田茂から「橋蔵ほどの大スターなら、新鮮な若手女優を育てるぐらいの気持ちでやって欲しい」と岡田茉莉子の高額な出演料を渋られガンとして聞き入れなかった。
岡田茂は1965年秋のインタビューで「日本の主演スターには硬派、軟派の差異はあっても、プレイボーイ的な不良性感度がないとダメですね。これが魅力に繋がるんです。最近は特にそれが強くなって、例えば男でいえば裕次郎しかり、勝新太郎しかり、ウチの鶴田、高倉しかり、錦之助しかりですよ。ところが善良性感度の非常に強い、見るからに不良性の見られないような例えば雷蔵とかウチの橋蔵とかというのは非常に不利だな。女優でもそうですよ。非常に善良性の強く見られる岩下志麻とか、鰐淵晴子とか、ウチでいえば本間千代子とかという系列の女優は遺憾ながらいけないね。やはり伸びる女優というのは不良性感度、男が色気を感じる女優でないと生き残りにくいですね。ウチで女優だと佐久間君が一番いいです。『孤独の賭け』とか『逃亡』なんてやっても客は入りません。今田君に『不良性感度の強い映画はやらないの』と聞いてもらったら、佐久間君は『やる』と言ってるそうだから彼女は今が稼ぎどきです」「善良性のものが歓迎されなくなり、不良性のヒーローが受けている。橋蔵には1966年には180度方向転換して、不良性感度の高い時代劇をやってもらう。大奥の女中を始め、手当たり次第に女をたらし込む破滅坊主の延命院日当なんかがうってつけじゃないか」などと話し、1965年方針"美男橋蔵"路線は撤回された。この岡田企画は間もなく本格化する東映ポルノのコンセプトそのままであるが、橋蔵はこの企画には気乗り薄だったといわれ、オファーを受けることはなかった。この企画は『女犯破戒』というタイトルで田村高廣を主演に代え、1966年映画化されている。橋蔵も錦之助も岡田のオファーを受けていれば今日の評価は違ったものになっていたと見られる。実は1965年から岡田は「東映好色新路線」としてエロ映画を大手映画会社で初めて路線化する方針を打ち出しており、第一弾は『四畳半襖の下張』（『四畳半物語 娼婦しの』）の予定だった。公開が一年延びたが、更に藤純子主演で『毒婦・高橋お伝』、橋蔵主演『女犯破戒』、平安朝時代のセックスと暴力を描く佐久間良子主演『女盗賊』、井原西鶴原作の『好色親不孝』（本朝二十不孝？）、大奥の局が将軍の寵愛合戦を繰り広げる『大奥㊙物語』を製作すると発表していた。1965年末には『女の昼と夜』『日本売春史』『女王蜂仁義』など、エロダクション並みのタイトルを追加した。ヤクザ路線に押しやられていた女優たちは、久しぶりに巡って来たチャンスにも複雑な表情で、藤純子に代わり『毒婦・高橋お伝』主演に配役された佐久間良子は「作品の意図は分かるけれど、好色路線といわれては出る気はしません」と断固拒否した。橋蔵は1965年晩秋のインタビューで「映画界が御覧の通り、ヤクザ映画とか、エロティシズムのかかった刺激の強いものでなければ商売にならない。ぼくらの作品が量的に後退するのは企業としては当然で、ぼくが企業家なら、やはりそうするでしょう。会社を恨むとか、ケンカをしようとかという考えは毛頭持っていません。むしろ舞台進出やテレビ出演など、かねてからやりたいと思いながら出来なかったことを実現するチャンスだと思っています。こういっては何だが、ぼくは今まで、会社の企画は何でもハイハイと聞きすぎた。プログラムピクチャーを思い切って減らして、内容のある企画で勝負する行き方をしなければと思いながら、会社の方針に黙ってついてきた。ここへ来て客観情勢が変わりましたが、今度こそ企画を厳選して一本一本に勝負を賭けたい」と決意を述べたが、ほどなく、テレビへの転向を決断し、『銭形平次』のオファーを受け入れ、以降はほぼ映画界に戻ることなく、スターとしてその道を選んだ。